# Gare de Dippach - Reckange
La gare de Dippach - Reckange est une gare ferroviaire luxembourgeoise de la ligne 7, de Luxembourg à Pétange, située sur le territoire de la commune de Dippach, près de Reckange, dans le canton de Capellen.
Elle est mise en service en 1900 par la Société anonyme luxembourgeoise des chemins de fer et minières Prince-Henri.
C'est une halte voyageurs de la Société nationale des chemins de fer luxembourgeois (CFL), desservie par des trains Regional-Express (RE) et Regionalbunn (RB).

## Situation ferroviaire
Établie à 335 mètres d'altitude, la gare de Dippach - Reckange est située au point kilométrique (PK) 9,238 de la ligne 7 de Luxembourg à Pétange, entre les gares de Leudelange et de Schouweiler.

## Histoire

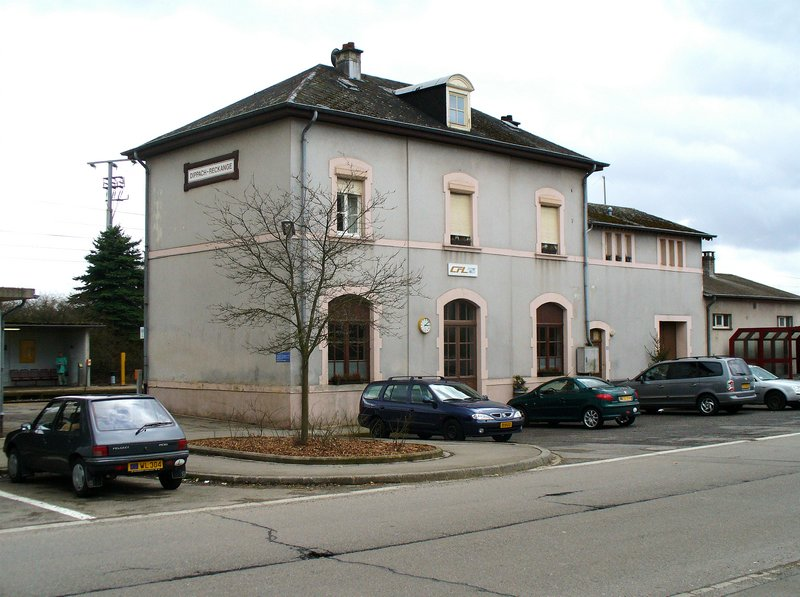
Le bâtiment voyageurs en 2006.

La station de Dippach - Reckange est mise en service par la Société anonyme luxembourgeoise des chemins de fer et minières Prince-Henri, lors de l'ouverture à l'exploitation la ligne de Luxembourg à Pétange le 8 août 1900.
L'ancien bâtiment voyageurs est détruit en juillet 2010, dans le cadre des travaux de mise à double voie de la section de ligne passant par la gare.

## Service des voyageurs

### Accueil
Halte CFL, c'est un point d'arrêt non géré (PANG). Elle dispose de quelques abris. Un souterrain équipé d'ascenseurs permet le passage d'un quai à l'autre. La halte est équipée d'un automate pour l'achat de titres de transport.

### Dessertes
Dippach - Reckange est desservie par des trains Regional-Express (RE) et Regionalbunn (RB) qui exécutent les relations suivantes, :
- Luxembourg - Rodange - Longwy.

### Intermodalité
Un parc pour les vélos (14 places) et un parking pour les véhicules (71 places) y sont aménagés. La gare est desservie à distance, par la voie publique, par les lignes 750 et 755 du Régime général des transports routiers et, la nuit, par la ligne Late Night Bus Käerjeng du service « Nightbus ».